# 프로 테니스 협회
프로 테니스 협회(Association of Tennis Professionals)는 세계 남자 테니스를 관장하는 국제 기구이다. 남자 프로 테니스 선수들의 권리를 보호하기 위한 취지로 1972년 설립되었다. 이 협회는 1990년부터 세계 남자 테니스 투어인 ATP 투어(ATP Tour)를 시작했으며, 이 투어는 2009년 1월 그 명칭이 ATP 월드 투어(ATP World Tour)로 변경되었다. 이 새로운 투어는 이전의 ‘월드 챔피언십 테니스’(World Championship Tennis)에서 한 단계 발전한 것이었다. 협회 본부는 영국 런던에 위치하고 있으며, 미국 지부는 플로리다주 폰트버다비치(Ponte Verda Beach)에, 유럽 중앙 지부는 모나코에 있다. 또한 아시아와 아프리카, 오스트레일리아를 총괄하는 지부인 ‘ATP 인터내셔널’(ATP International)은 오스트레일리아 시드니에 자리잡고 있다.
세계 여자 테니스는 여자 테니스 협회에서 관장하고 있다.

## ATP 투어
ATP 투어는 ATP 파이널스, ATP 월드 투어 마스터스 1000, ATP 월드 투어 500 시리즈, ATP 월드 투어 250 시리즈로 구성된다. ATP는 또한 ATP 투어 아래 레벨의 ATP 챌린저 투어와 은퇴한 선수들을 위한 ATP 챔피언스 투어도 관장한다. 그랜드 슬램, ITF 월드 테니스 투어, 올림픽 테니스 경기, 데이비스 컵은 ATP가 주관하지 않는다. 다만 그랜드 슬램 대회와 ITF 월드 테니스 투어의 결과는 ATP 랭킹에 반영된다.
매년 연말 가장 많은 랭킹 포인트(최근 1년간 획득한 포인트의 총합)를 획득한 단식 8 선수와 복식 8 팀은 연말에 열리는 ATP 파이널스에 참가할 자격을 얻는다. 이 대회는 국제 테니스 연맹(ITF)와 ATP의 공동 개최로 진행되었으나 2009년부터 ATP만 주관하는 것으로 바뀌었다. 가장 낮은 랭킹의 선수들이 참가하는 ITF 월드 테니스 투어 대회의 기간은 일주일이며, ITF에 의해 관장되고 그 포인트는 ATP 랭킹에도 반영된다. 프로 테니스 투어와 관련된 세부적인 정보는 아래와 같다.
| 대회 종류                   | 대회 수 | 총상금 (USD)          | 우승자 랭킹 포인트 | 관장 단체         |
| --------------------------- | ------- | --------------------- | ------------------ | ----------------- |
| 그랜드 슬램                 | 4       | 대회별 문서 참조      | 2,000              | ITF               |
| ATP 파이널스                | 1       | 4,450,000             | 1100 ~ 1500        | ATP (2009 ~ 현재) |
| ATP 월드 투어 마스터스 1000 | 9       | 2,450,000 ~ 3,645,000 | 1000               | ATP               |
| ATP 500                     | 13      | 755,000 ~ 2,100,000   | 500                | ATP               |
| ATP 250                     | 39      | 416,000 ~ 1,024,000   | 250                | ATP               |
| ATP 챌린저 투어             | 178     | 40,000 ~ 220,000      | 80 ~ 125           | ATP               |
| ITF 월드 테니스 투어        | 534     | 10,000 및 15,000      | 18 ~ 35            | ITF               |

## 같이 보기
- 국제 테니스 연맹
- 여자 테니스 협회
- ATP 챔피언스 투어
- ATP 월드 투어 기록
- 역대 ATP 랭킹 1위 테니스 선수 목록
- KAL컵 코리아 오픈